# Баргушатски хребет
Баргушатският хребет (на арменски: Բարգուշատի լեռնաշղթա; на руски: Баргушатский хребет) е планински хребет, част от система на Арменската планинска земя.
Простира се от запад на изток на около 60 km в югоизточната част на Армения, между долините на реките Воротан (Базарчай, десен приток на Акера, от басейна на Аракс) на север и Вахчи (Охчучай, ляв приток на Аракс) на юг. На запад се свързва със Зангезурския хребет. Максимална височина връх Арамазд 3399 m, (39°18′38″ с. ш. 46°10′48″ и. д. / 39.310556° с. ш. 46.18° и. д.), издигащ се в средната му част. Изграден е от вулканогенно-седиментни наслаги, пронизани с интрузивни гранити и гранодиорити, в които са открити и се експлоатират находища на медно-молибденови, полиметални и златни руди. Склоновете му са силно разчленени в хоризонтално и вертикално (до 800 m дълбочина) направление. На север текат малки и къси десни притоци (Агчай и др.) на Воротан (Базарчай), а на юг – малки и къси леви притоци (Гехи и др.) на Вахчи (Охчучай). По-ниските части на склоновете му са покрити с дъбово-габърови и дъбови гори, а по-високите са заети от субалпийски и алпийски пасища. В северното му подножие е разположено сгт Дастакерт, център на рудодобивен район.

## Топографска карта
- J-38-21 М 1:100000[2]
- J-38-33 М 1:100000[3]